# Puppet Strings
Puppet Strings  —en español: Cuerdas de marionetas— es el quinto álbum de la banda de rock alternativo Fuel. El álbum fue lanzado el 4 de marzo de 2014, es su primer trabajo de estudio desde Natural Selection lanzado en 2003, para ofrecer el cantante original de Brett Scallions y el primer álbum de Fuel no cuentan con el compositor original de guitarrista, Carl Bell y el bajista Jeff Abercrombie.  Además, nadie que participó en la grabación del álbum anterior de Angels & Devils participó en la grabación de Puppet Strings.

## Antecedentes
Durante la gira de Angels & Devils en 2007-2008. En 2009 el cantante original, Brett Scallions, Fuel reagrupados bajo el nombre de Re-Fueled que con el tiempo se convirtió en el nuevo Fuel. El 8 de abril de 2010, la reforma de combustible fue finalmente confirmado en un comunicado de prensa oficial.
"Sólo hay un original de cualquier cosa", exclama Scallions", y que incluye combustible. La alineación original con Carl, Jeff, Jody y yo siempre será algo especial para todos nosotros, y nuestros primeros Fuelies (un término para los fanáticos de combustible) pero ha sido trece años desde la formación original estaba intacto, y desde entonces muchos grandes músicos han ido y venido. la alineación puse juntos por Fuel no se pretende sustituir o disminuir lo que cualquiera de los miembros originales creados. Todo lo contrario, que es dar a nuestros fanes un destino vivo, y para mantener vivo el nombre de combustible para una nueva generación de descubrir. Tal vez algún día todos vamos a conseguir en la misma página y jugar juntos de nuevo, pero la vida pasa y lo siguiente que sabes simplemente no puede saltar en un autobús y despegar durante un mes, y mucho menos de un año".

## Producción
Fuel entró en el estudio el 8 de marzo de 2012 con el productor Eddie Wohl para comenzar a grabar Puppet Strings. A finales de septiembre la banda volvió a entrar en el estudio para completar las pistas de guitarra y bajo para la grabación.
El 30 de abril de 2013 Scallions comentó sobre el nuevo disco; "El disco ha sido grabado y está tan cerca de ser liberado para todos ustedes que puedo saborearlo. Habrá grandes anuncios muy pronto con respecto a las fechas de publicación, sencillos, videos, y mucho más. Cuida y vamos a ver a todos pronto en un lugar cerca de usted! "
Recientemente Scallions anunció que la grabación se lleva a cabo y la banda sólo tiene que hacer ejercicio "algunos errores" y que "un sello discográfico ya está a la mano", aunque no mencionó qué etiqueta todavía. En un joven de 22 de julio de, 2013 entrevista con el Oakland Free Press se reveló que el nuevo disco tenía un título del álbum, el título se revela como de marionetas de cuerdas , que también es un tema que da título potencial con Robby Krieger de The Doors como invitado especial de la guitarra de plomo.

## Recepción
Puppet Strings debutó en el # 77 en el Billboard 200.

## Lista de canciones
Todas las letras escritas por Brett Scallions, toda la música compuesta por Scallions, Andy Andersson y Brad Stewart excepto algunas notas.. 
| N.º | Título                               | Música                | Duración |  |
| 1.  | «Yeah!»                              |                       | 3:13     |  |
| 2.  | «Soul to Preach To»                  |                       | 4:34     |  |
| 3.  | «Hey, Mama»                          |                       | 3:39     |  |
| 4.  | «Time For Me to Stop»                |                       | 3:48     |  |
| 5.  | «Wander»                             |                       | 5:42     |  |
| 6.  | «Cold Summer»                        | Scallions, Eddie Wohl | 3:56     |  |
| 7.  | «I Can See the Sun»                  |                       | 4:10     |  |
| 8.  | «Puppet Strings» (con Robby Krieger) |                       | 4:03     |  |
| 9.  | «Headache»                           |                       | 3:16     |  |
| 10. | «What We Can Never Have»             |                       | 4:49     |  |

## Personal
Banda
- Brett Scallions - todas las voces, guitarras.
- Andy Andersson - guitarras, mandolina, dobro.
- Brad Stewart - bajo
- Ken Schalk - batería  (participó en la grabación, pero dejó la banda antes del lanzamiento del álbum).
- Robby Krieger - guitarra en "Puppet Strings".